# مأمور خودخوانده
مأمور خودخوانده یا ویجیلانته (به انگلیسی: Vigilante)، فردی غیر نظامی یا نظامی است که خود را متعهد به اجرای قانون می‌داند، آن قانون یا توسط نهادی تعیین شده یا توسط خود شخص تعیین می‌شود.

## خط مشی
عدالت مأمور خودخوانده، به طور معمول، با این ایده توجیه می‌شود که مکانیزم‌های قانونی برای مجازات مجرمان یا وجود ندارند یا این‌که کافی نیستند. مأموران خودخوانده، معمولاً اقدامات دولت را در اجرای قانون، ناکافی می‌دانند. چنین افرادی غالباً اقدامات خود را با این عنوان که کارهایشان در راستای خواسته‌های جامعه است، توجیه می‌کنند.
افرادی که متهم به قانون شکنی شده‌اند، گاهی قربانی چنین اقداماتی می‌شوند.
رفتار مأموران خودخوانده، شامل درجات مختلفی از خشونت می‌شود. چنین افرادی ممکن است به اهداف خود به صورت لفظی یا فیزیکی حمله کرده، به دارایی‌های آن‌ها آسیب زده یا حتی آن‌ها را به قتل برسانند.
در چند مورد از اقداماتی که توسط مأموران خودخوانده انجام گرفته، افراد مورد هدف به صورت اشتباه شناسایی شده و به جای فرد مجرم اصلی قربانی شده‌اند:
- در اوایل دهه ۲۰۰۰ میلادی در بریتانیا، پس از قتل سارا پین، گزارش‌هایی از خرابکاری، ضرب و جرح و توهین لفظی نسبت به افرادی که به اشتباه به بچه‌خواهی مظنون بودند، گزارش شده بود.
- در سال ۲۰۰۸ در گویان، «هاردل هینز» توسط جمعیتی که به اشتباه وی را دزد می‌دانستند، به قتل رسید.